# Nowhere (álbum)
Nowhere (en español: En ninguna parte) es el álbum de estudio debut del grupo musical británico Ride. Fue publicado el 15 de octubre de 1990 a través de Creation Records, y posteriormente, en diciembre del mismo año por Sire Records en Estados Unidos. Es considerado como uno de los álbumes cumbre del movimiento shoegaze en Inglaterra junto al mítico Loveless (1991) de My Bloody Valentine y Souvlaki (1992) de Slowdive.
En su edición original en vinilo, fue publicado con tan sólo ocho pistas con una duración total de 39 minutos, aunque la lista se ve extendida en versiones de años posteriores. Negándose a presentar un sencillo de promoción, «Vapour Trail» fue elegido por el sello Sire como material promocional, siendo la canción más conocida del grupo. A pesar de ser un álbum aplaudido por la crítica, el grupo decidió rápidamente abandonar el shoegaze y en su siguiente álbum Going Blank Again lo reemplazaron por un sonido de rock psicodélico.

## Música
A diferencia de Loveless con su sonido noise y Souvlaki con su sonido dream pop, el shoegaze de Nowhere es mucho más neopsicodelico y alternativo, haciéndolo también menos comercial para el público pero también un álbum único. No obstante, también mezcla la psicodélia con sonidos melódicos en canciones como la balada "In A Different Place" o "Paralysed" (donde la guitarra acústica es protagonista). Finalmente, hay algunas canciones no son de estilo shoegaze sino más bien de neopsicodelia, como el único sencillo del álbum y pista final del álbum "Vapour Trail".

## Lista de canciones
Todas las canciones escritas y compuestas por Andy Bell excepto «Decay» por Mark Gardener. 
| N.º | Título                 | Vocalista         | Duración |  |
| 1.  | «Seagull»              | Gardener y Bell   | 6:09     |  |
| 2.  | «Kaleidoscope»         | Gardener con Bell | 3:01     |  |
| 3.  | «In a Different Place» | Gardener          | 5:29     |  |
| 4.  | «Polar Bear»           | Gardener          | 4:45     |  |
| 5.  | «Dreams Burn Down»     | Gardener          | 6:04     |  |
| 6.  | «Decay»                | Gardener          | 3:35     |  |
| 7.  | «Paralysed»            | Bell              | 5:34     |  |
| 8.  | «Vapour Trail»         | Bell              | 4:18     |  |

| CD Bonus Tracks |                |          |                                                      |           |          |  |
| N.º             | Título         | Letras   | Música                                               | Vocalista | Duración |  |
| 9.              | «Taste»        | Gardener | Andy Bell, Loz Colbert, Mark Gardener, Steve Queralt | Gardener  | 3:17     |  |
| 10.             | «Here and Now» |          |                                                      | Bell      | 4:26     |  |
| 11.             | «Nowhere»      | Colbert  | Bell, Colbert, Gardener, Queralt                     | Bell      | 5:23     |  |

| Reedición Bonus tracks |              |          |                                  |                 |          |  |
| N.º                    | Título       | Letras   | Música                           | Vocalista       | Duración |  |
| 12.                    | «Unfamiliar» | Gardener | Bell, Colbert, Gardener, Queralt | Gardener y Bell | 5:03     |  |
| 13.                    | «Sennen»     |          | Bell, Colbert, Gardener, Queralt | Gardener y Bell | 4:23     |  |
| 14.                    | «Beneath»    |          | Bell, Colbert, Gardener, Queralt | Gardener y Bell | 4:06     |  |
| 15.                    | «Today»      |          | Bell, Colbert, Gardener, Queralt | Gardener y Bell | 6:26     |  |

## Certificaciones
| País (Certificador) | Certificación | Ventas certificadas |
| --- | ------------- | ------------------- |
| Reino Unido (BPI) | Plata         | 60 000*             |
| ^cifras de envíos basadas únicamente en la certificación xcifras no especificadas basadas únicamente en la certificación |               |                     |